# Tirtomulyo (Plantungan)
Tirtomulyo is een bestuurslaag in het regentschap Kendal van de provincie Midden-Java, Indonesië. Tirtomulyo telt 3565 inwoners (volkstelling 2010).